# Эвтанайзер (приспособление)
Эвтанайзер (англ. Euthaniser) — разновидность газовых камер для быстрого, гуманного, иногда массового умерщвления лабораторных, домашних и аграрных животных.
Применяется в биолабораториях, работающих с животными, например, крысами, для их быстрого усыпления в большом количестве при помощи создания искусственной гипоксии в замкнутом пространстве путём его заполнения азотом или углекислым газом, которые сами по себе не ядовиты, но, заполняя собой пространство, создают нехватку атмосферного кислорода и приводят к незаметному удушью в течение двух-трёх минут.

## Эвтанайзеры сегодня
На сегодня во многих странах мира, включая Россию, эвтанайзеры производятся и продаются. Сама газовая камера выполняется, как правило, из толстого стекла и имеет размер примерно по 0,5 м в каждом измерении, к ней через шланги подключен аппарат для подачи газа с электроклапанами, управляемыми микросхемой. К аппаратному корпусу подключается баллон с газом. 

## Достоинства
Не требуется какого либо сложного труда, инъекций, отравляющих веществ и так далее. В случае утечки того же азота, даже в закрытом помещении лаборатории, ничем не опасен. За один раз можно усыпить столько животных, сколько помещается в самой газовой камере, в случае с крысами это может быть около 20, либо около 100 мышей, либо 2-3 кролика. Животных можно поместить вместе с клеткой, которая не превышает габаритов камеры.

## Недостатки
Во-первых, цена изделия в России составляет около 100000 рублей, во-вторых, стоимость того же азота к нему тоже высокая. Кроме того, это изделие довольно тяжёлое и требует электропитания.

## Применение на людях
В 2017 году лидер Австралийской Exit International Филипп Ничке  в компании с Нидерландским инженером конструктором Александром Баннинком создали новый тип газовой камеры для эвтаназии Sarco Suicide pod, а в конце 2021 года было получено одобрение этого устройства в Швейцарии с разрешением на применение, чем воспользовалась организация Dignitas.
Но в других странах применение подобной техники пока запрещено.

## Смотрите так же
- Газовая камера